# Stara Novalja
Stara Novalja – wieś w Chorwacji, w żupanii licko-seńskiej, w mieście Novalja. W 2011 roku liczyła 286 mieszkańców.